# Rubus nelliae
Rubus nelliae  (лат.) — вид двудольных растений рода Рубус (Rubus) семейства Розовые (Rosaceae). Впервые описан ботаником А. ван де Беком в 2005 году.

## Распространение и среда обитания
Эндемик Нидерландов, известный из окрестностей Вагенингена, деревень Де-Кломп (Эде) и Вейстер (Мидден-Дренте).
Растёт на песчаных почвах среди других кустарников.

## Ботаническое описание
Листья сложные, состоят из пяти (реже четырёх) покрытых жёсткими волосками листочков от широкоэллиптической до почти округлой формы, зубчатых на краях.
Побеги покрыты изогнутыми шипами.
Соцветие пирамидальное, покрыто большим количеством шипов, несёт 2—8 свободно размещённых цветков белого цвета с лепестками узкоэллиптической или яйцевидной формы.
Плоды покрыты редкими волосками с нижней стороны.
Цветёт в июле и начале августа.
Ряд рубусов, известных из Франции и Германии, имеют сходство с Rubus nelliae, однако строение листьев позволяет относить эти растения к разным видам.